# Комплекс виробництва олефінів в Хуайнані
Установка виробництва олефінів в Хуайнані – китайське виробництво вуглехімічної промисловості в провінції Аньхой.
На тлі зростаючого попиту на полімери та з урахуванням великих запасів вугілля, в Китаї у 2010-х роках почали споруджувати численні вуглехімічні комплекси з виробництва олефінів. Первісно вони з’являлись у північних регіонах (наприклад, заводи в Баотоу, Їнчуані, Дуолуні), проте невдовзі цей процес поширився й на провінції сходу країни. Зокрема, в 2019-му ввели в експлуатацію комплекс у місті Хуайнань, котрий належить компанії Zhong'an Lianhe Coal Chemical. Останню створили на паритетних засадах компанії Sinopec, яка активно займається нафтохімічною діяльністю, та North Anhui (Wanbei) Coal Power, котра спеціалізується в галузі вуглевидобутку.
Використовуючи 4 млн тон вугілля на рік комплекс здатен продукувати шляхом його газифікації 1,7 млн тон метанола. Останній далі перетворюватиметься на 350 тисяч тон етилена та 350 тисяч тон пропілена. В подальшому зазначені олефіни призначені для споживання лініями поліетилена та поліпропілена такої ж потужності.